# Ófeigsfjörður
Der Ófeigsfjörður ist eine Bucht auf der Ostseite der Westfjorde von Island. 
Er bildet zusammen mit dem Ingólfs- und dem Eyvindarfjörður sowie der Bucht Drangavík die Bucht Ófeigsfjarðarflói.
Den Namen hat er vom Landnehmer Ófeigur Herröðarson.
Sein Bruder Ingólf siedelte im südlichen und Eyvindur nördlichen Fjord, die sie auch nach sich benannten.
Die Bucht ist etwa 2,5 km breit.
Ihre Südostküste reicht 2 km weit ins Land, die Nordwestküste aber nur 500 m.
In den Ófeigsfjörður münden zwei größere Flüsse die Húsá und die Hvalá mit dem Rjúkandafoss in ihrem Nebenfluss Rjúkandi und dem Hvalárfoss.
Der erste Wasserfall wurde von Seeleuten im Húnaflói als gut sichtbare Landmarke  genutzt.
Am zweiten endet die Hochlandstraße Ófeigsfjarðarvegur  aus dem benachbarten Ingólfsfjörður kommend.
An der Ostseite der Westfjorde führt keine Straße weiter in den Norden.
Mit dem Boot Ófeigur wurde bis 1915 Haifischfang betrieben. Jetzt steht es im Heimatmuseum in Reykir im Hrútafjörður. Eiderdaunen, Seehundjagd und Treibholz waren andere Einnahmen im Fjord, der jetzt bis auf Sommerhäuser unbewohnt ist. Der Fluss Hvalá ist der wasserreichste in den Westfjorden. Man denkt über ein Kraftwerk nach.
Der Gelehrte Jón Guðmundsson wurde hier im Jahr 1574 geboren.